# Kanton Blois-1
Kanton Blois-1 (francouzsky Canton de Blois-1) je francouzský kanton v departementu Loir-et-Cher v regionu Centre-Val de Loire. Tvoří ho pět obcí.

## Obce kantonu
- Blois (část)
- La Chaussée-Saint-Victor
- Saint-Denis-sur-Loire
- Villebarou
- Villerbon